# 낙랑공주 (고려)
낙랑공주(樂浪公主. 생몰년 미상) 또는 안정숙의공주(安貞淑儀公主)는 고려 태조의 딸이며 경순왕의 후비이다.

## 개요
낙랑공주는 태조(太祖)와 신명순성태후(神明順成太后) 유씨(劉氏)의 딸로, 신라의 경순왕과 혼인하였다. 안정숙의공주(安貞淑義公主), 신란궁부인(神鸞宮夫人)으로도 일컬어진다.

## 생애
935년 11월 22일, 태조 왕건은 신라의 마지막 왕인 경순왕 김부(金傅)가 입조(入朝)하자 정전(正殿)에 나와 백관을 모아놓고 예를 갖추어 경순왕과 낙랑공주의 혼인을 거행하였다.
이후의 행적에 관해서는 기록이 남아있지 않아 알 수 없다.

## 가족 관계
- 아버지 : 태조(太祖, 877 ~ 943)
- 어머니 : 신명순성왕후 유씨(神明順成王后 劉氏, 생몰년 미상)[1]
- 배우자 : 경순왕(敬順王, ? ~ 978)
  - 딸 : 헌숙왕후 김씨[2]

## 자녀 등장
고려·조선조에 경순왕 후손들에 대한 군역·부역 면제 등의 특전이 계속 내려지면서 이를 기화(奇貨)로 보계(譜系)를 위조하여 경순왕 후손으로서 특전을 누린 이들이 있었다. 이런 현상은 임진왜란 이후 조선 후기로 들어오면서 더욱 심해져, 일제 강점기인 1930년대로 접어들면서 각 씨족들이 우후죽순(雨後竹筍) 족보를 발간하면서 자신들의 조상들을 돋보이게 하기 위해 근거 없이 시호나 군호를 붙여놓기도 하고 상계를 경순왕대까지 끌어 올리는 등 족보의 위·변조가 극에 달한다.

### 《김은열 묘지명》
1784년(정조 8)에 개성 어느 산 기슭에서 발견되었다는 「김은열 묘지석」을 바탕으로 김노규(金魯奎)가 기사한 《김은열 묘지명》에 경순왕은 고려에 항복 후 8자들을 두었는데 『일(鎰)·굉(鍠)·명(鳴)·은열(殷說)·중석(重錫)·건(鍵)·선(鐥)·종(鐘)』이라 한다.
또 2자 '김굉'(金鍠)과 4자 '김은열'(金殷說)은 고려 태조의 외손인 낙랑공주 왕씨(王氏) 소생으로 고려 평장사(平章事)를 지내고 공(功)이 있는 신하여서 특별히 장지(葬地)를 하사해 주었다고 한다.

### 《보국대안군 김은열 묘지명》
이후 후손이라 자처하는 김사목(金思穆)이 1785년 경주 김씨 족보를 수보(修普) 하면서 추기한 《보국대안군 김은열 묘지명》에 2자 '굉'(鍠)을 '황'(湟)으로, 3자 '명'(鳴)을 '명종'(鳴鍾)으로 개명하고, 4자 은열(殷說)의 시호를 '보국대안군'(輔國大安君)이라 작호(作號) 하는 등 가필(加筆)을 심하게 하였다. 그리하여 8자들을 『일(鎰)·황(湟)·명종(鳴鍾)·은열(殷說)·중석(重錫)·건(鍵)·선(鐥)·종(鐘)』이라 한다.

### 《보국대안군 묘지명》 진위 여부
《김은열 묘지명》의 형태는 배위(配位) 및 생애 등이 누락되어 있고, 단지 형제 서차만 기술되어 있을 뿐 완전하지 않다는 것이다. 또《묘지명》에 나오는 아들들의 이름은 《고려사》 등의 문헌(文獻)은 물론이고, 그 어떤 금석문(金石文) 자료에도 찾아볼 수 없다는 것이다. 따라서 이러한 《묘지명》은 나라의 역사 기록들과 다르기 때문에 당연히 의문을 갖게 된다.

### 문헌 왜곡
- 《신라경순왕전비문》에서는 1자 일(鎰), 2자 황(湟), 3자 명종(鳴鍾)을 누락하고, 제5자 '중석'(重錫)을 '석'(錫)으로, 제8자 '종'(鐘)을 '추'(錘)로 개명하였다. 또 2녀를 추가하였다.
- 《김씨 분관록》에서는 《김은열 묘지명》에 기록되어 있는 8자들은 모두 배척하고, 《신라경순왕전비》에 경순왕과 후비 왕씨 소생 중 '석(錫), 선(鐥), 추(錘)' 3명에 대해서만 군호를 붙여 의성군, 언양군, 삼척군이라 하며 해당 김씨의 시조로 기록하였다.
- 이후 경주 김씨 일문에서는 《신라경순왕전비문》을 재차 왜곡하여 족보류에 전비 죽방부인 소생의 태자의 이름을 '일'(鎰)이라 하고, 둘째 왕자를 '황'(湟)이라 하며, 셋째 왕자가 명종(鳴鍾)이며 영분공(永芬公) 시호를 받았다고 하는 등 가필(加筆)을 심하게 하였다. 그러나 정작 《김은열 묘지명》 원본에는 2자 황(湟)과 4자 은열(殷說)은 고려 태조의 외손인 낙랑공주 왕씨 소생으로 고려조에 평장사를 지내고, 나라에 공(功)이 있는 신하여서 특별히 장지(葬地)까지 하사해 주었다고 하였다. 이와 같은 《김은열 묘지명》등은 정사(正史)에 뒷받침 되지 않은 내용으로 조선 후기 족보 편찬 과정에 위조(僞造)된 지석(誌石)을 바탕으로 가탁(假託) 내지 조작(造作)되었다는 주장이 설득력을 얻고 있다.

### 자녀 (추정)
- 1자 : 김일(金鎰) - 부령(부안) 김씨· 통천 김씨· 경주 김씨 태자파 시조로 소원시킴[5]
- 2자 : 김굉(金鍠, 김황(金湟)으로 개명, 고려 외손·공신·평장사) - 나주 김씨 비조로 소원시킴.[6][7]
- 3자 : 김명(金鳴, 김명종(金鳴鍾)으로 개명) - 경주 김씨 영분공파 파조로 소원시킴[8]
- 4자 : 김은열(金殷說, 고려 외손·공신·평장사·대안군(大安君) - 경주 김씨 은열공파 파조로 소원시킴[9]
- 5자 : 김중석(金重錫, 김석(金錫)으로 개명) - 의성 김씨 시조로 소원시킴[10]
- 6자 : 김건(金鍵) - (후)강릉 김씨 시조로 소원시킴[11]
- 7자 : 김선(金鐥) - 언양 김씨 시조로 소원시킴[12]
- 8자 : 김종(金鐘, 김추(金錘)로 개명) - 삼척 김씨· 선산 김씨 김추 계 시조로 소원시킴[13]
- 1녀 : 경주 이씨 이금서(李金書)에게 출가
- 2녀 : 장수 황씨 황경(黃瓊)에게 출가

## 대중 문화속에 나타나는 낙랑공주
- 《태조 왕건》(KBS, 2000년~2002년, 배우
- 《제국의 아침》(KBS, 2002년~2003년, 배우:이칸희)

## 같이 보기
- 경순왕
- 헌숙왕후
- 부령(부안) 김씨
- 나주 김씨
- 경주 김씨 영분공파
- 경주 김씨 대안군파
- 의성 김씨
- 언양 김씨
- 삼척 김씨
- 선산 김씨 김추 계